# Lépréon
Lépréon ou Lepreum (en grec ancien : Λέπρεον) est une ancienne cité-état grecque de Triphylie située près d’Élis en Grèce. Le village de Lépreo est situé près des ruines de cette ville.

## Histoire
Lépréon était située à 40 stades de la mer à l'extrémité ouest du mont Minthé et construite autour de deux citadelles (l'une à Ágios Dimítrios (en), l'autre à Phyrcus). Entourée d'une abondance de ressources naturelles, elle est devenue une ville importante à l'époque classique et hellénistique, en tant que capitale de la région de Triphylie.
D'après les Histoires d'Hérodote, 200 hoplites de Lépréon participent à la bataille de Platées en 479 av. J.-C..
Durant la guerre du Péloponnèse, en 420 av. J.-C., Sparte est condamnée à une lourde amende de 2 000 mines pour avoir violé la trêve olympique en envoyant des soldats à Lépréon. Les Spartiates refusant de payer cette sanction, les Éléens les excluent des Jeux de - 420 au moins, et possiblement jusqu'en - 400, même si cette date est contestée.